# Faustinus
Faustinus war ein römischer Gegenkaiser im 3. Jahrhundert n. Chr., vermutlich im Jahr 274.

Faustinus war Usurpator gegen Tetricus I., den letzten Kaiser des so genannten Gallischen Sonderreiches (Imperium Galliarum). Er ist lediglich durch einige kurze Notizen in Schriftquellen bekannt, aus denen hervorgeht, dass ein gewisser Faustinus eine Meuterei unter den Truppen des Tetricus angestiftet habe. Weder sein vollständiger Name noch seine vorhergehende Laufbahn sind überliefert. Laut Polemius Silvius nahm seine Usurpation in Augusta Treverorum (Trier), der Provinzhauptstadt der Gallia Belgica, ihren Ausgangspunkt. Da Aurelius Victor berichtet, Faustinus sei unter Tetricus I. Provinzstatthalter gewesen, könnte er zum Zeitpunkt seiner Usurpation an der Spitze dieser Provinz gestanden haben.
Der genaue Zeitpunkt der Usurpation des Faustinus ist umstritten, am wahrscheinlichsten erscheint das Frühjahr oder der Frühsommer des Jahres 274. Spätestens mit der Niederlage des Tetricus gegen Aurelian in der Schlacht von Châlons dürfte seine Rebellion beendet gewesen sein. Es sind keinerlei Informationen überliefert zu konkreten Handlungen des Faustinus während seiner Usurpation oder über sein weiteres Schicksal.